# Dunira obliquilinea
Dunira obliquilinea là một loài bướm đêm trong họ Erebidae.